# ريشة ماعت

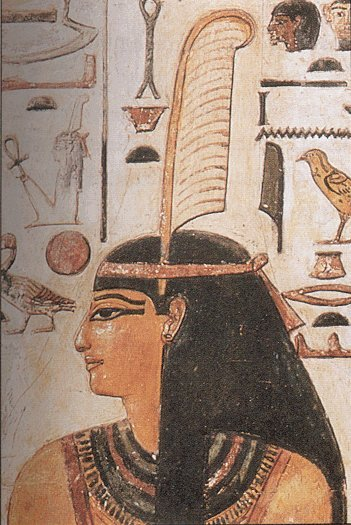

ريشة ماعت هي ريشة من النعام تمثل عند المصريون القدماء مكانا مميزاً في محكمة الاخرة بالنسبة لمعتقداتهم، حيث تنبوء ماعت بها بحكمها على الميت، تقيس الريشة وزن قلب الميت لمعرفة ما فعل بدنياه السابقة سواء كان صالحاً مطيعاً مستقيماً يتفق مع «الماعت» ام ان كان جباراً طغياً كاذبًا.

## ذكرها بالتاريخ
ذكر في كتاب الموتى عند قدماء مصر في حساب المتوفي في العالم الآخر يوضع قلب الميت على الميزان في كفة و ريشة ماعت في كفة أخرى، فاذا رجحت كفة الميزان ريشة ماعت فانه يدخل النعيم، واما ان رجحت القلب فيذهب في الفناء ليعذب على يد هيئه وحش تخيلي يسمى عمعموت ، هيئه تتكون من رأس تمساح وجسده جسد اسد، والجزء الخلفي من فرس النهر.

## يوم الحساب
وتصور قدماء المصريين عن يوم الحساب أن يصاحب أنوبيس الميت إلى قاعة المحكمة، ويبدأ القضاة في استجواب الميت عن أفعاله فيالدنيا، وهل كان متبعا ال ماعت (الطريق القويم) أم كان من المذنبين. ويبدأ الميت في الدفاع عن نفسه ويقول: لم أقتل أحدا، ولم أفضحأنسانا، ولم أشكو عاملا لدي رئيس عمله، ولم أسرق. وقد كنت أطعم الفقير، وأعطي ملبس للعريان، وكنت أساعد اليتامى والأرامل، وكنتأعطي العطشان ماءً. ثم يبدأ القضاة في سؤاله عن معرفته بالآلهة، فكان عليه أن يذكر الآلهة بأسمائها وحذار أن ينسى واحدا منهم. وكانكتاب الموتى الذي يوضع معه في القبر يساعده على (المذاكرة) وحفظ أسماءالآلهة المهمين أثناء تواجده في القبر. ثم يأتي وقت البعث ويذهبأنوبيس بالميت إلى عملية وزن القلب أمام ريشة ماعت للفصل في الأمر. فإذا نجح في ذلك يسموه «صادق القول» بمعني المغفور له. ويعيدواتركيب قلبه في جسمه (المحنط) ويعطوه ملابسا بيضاء زاهرة ويدخل جنة، يلتحق فيها بزوجته ويساعدهما فيها خدم يسمون أوجيبتي أيمجيبين ويلبون طلباتهما. وإذا لم ينجح وطب قلب الميت في الميزان، يكون هالكا حيث يكون عمعموت واقفا بجانب الميزان منتظرا لكي يلقواإليه القلب المذنب فيلتهمه على الفور، ويكون ذلك المصير النهائي للفقيد.

## القانون
لم يتبق الكثير من الكتابات التي تصف ممارسة القانون المصري القديم. كانت ماعت أقرب إلى الروح التي يتم بها تطبيق العدالة، وليستالعرض القانوني المفصل للقواعد. مثلت ماعت القيم العادية والأساسية التي شكلت خلفية العدالة التي يجب تنفيذها بروح الحقيقة والإنصاف. منذ الأسرة الخامسة (2510 - 2370 قبل الميلاد) فصاعدًا، أطلق على الوزير المسؤول عن العدالة اسم كاهن ماعت، وفي فتراتلاحقة ارتدى القضاة صور ماعت.
جسد العلماء والفلاسفة اللاحقون أيضًا مفاهيم من تعاليم سباييت، وهي أحد أنواع أدب الحكمة المصري. كانت هذه النصوص الروحية ترتبط بالمواقف الاجتماعية أو المهنية الشائعة، وكيف كان من الأفضل حلها أو معالجتها بروح ماعت. كانت نصائحها عملية للغاية، وترتكزبشكل كبير على كل حالة بمفردها، لذلك يمكن اشتقاق القليل من القواعد الخاصة والعامة منها.

## العدالة قديما
في مصر القديمة تعتبر العدالة هي الحق، حيث تعتبر كلمه ماعت تعني الصدق والحق والعدالة والاستقامة، في ملاحظة مقدار الشبهة في مفهوم العدالة الإسلامية حيث يقول المولى الكريم (ذَٰلِكَ بِأَنَّ اللَّهَ هُوَ الْحَقُّ وَأَنَّهُ يُحْيِي الْمَوْتَىٰ وَأَنَّهُ عَلَىٰ كُلِّ شَيْءٍ قَدِيرٌ).
وكانت قوانين ماعت هي 42 قانوناً يتلوها الميت وهو يدافع عن نفسه لماعت أثناء محاكمته في العالم السفلي وعليه أن يكون صادقاً لكيينجو من العذاب، وهي تشير إلى الضوابط الأخلاقية العميقة في الدين المصري القديم وعموم الحياة الاجتماعية.كان النظام الأخلاقي الديني يأتي من تعاليم ماعت وحضورها الدائم في توازن العالم الأخلاقي، وكان تحوت يلعب الدور الآخر، فضلاً عنتلك التحذيرات التي يقول بها الحكماء ويقولها كتاب الموتى محذراً فيها من الشياطين والأرواح الشريرة.
وكأمثلة شبهت الاستقامة والعدل بالميزان ويعد هذا أول ذكر لاستخدام هذه الكلمات لمثل هذه المعاني واتخاذه من أجزاء الميزان ومقارنتهابأجزاء جسم الإنسان كالشفتين والقلب العقل والوعي أساساً لتحري الصدق والتمسك بالعدل وهو ما استخدم وعبرت عنه الأديان السماوية فيما بعد، ويدل في الوقت نفسه على نضج فكر وضمير الإنسان المصري القديم من حيث توصله إلى هذه القيم الخلقية والسلوكية الهامة فيحياته والتعبير عنها.